# Котешка опашка
„Котешка опашка“ е български игрален филм (драма) от 1987 година на режисьора Вергиния Костадинова, по сценарий на Владимир Ганев и Вергиния Костадинова. Оператор е Христо Бакалов. Музиката във филма е композирана от Георги Генков.

## Актьорски състав
- Елжана Попова – Мая
- Валентин Гаджоков – доцент Венци Кирилов
- Андрей Аврамов – Директорът
- Люба Алексиева